# Wang Xizhi

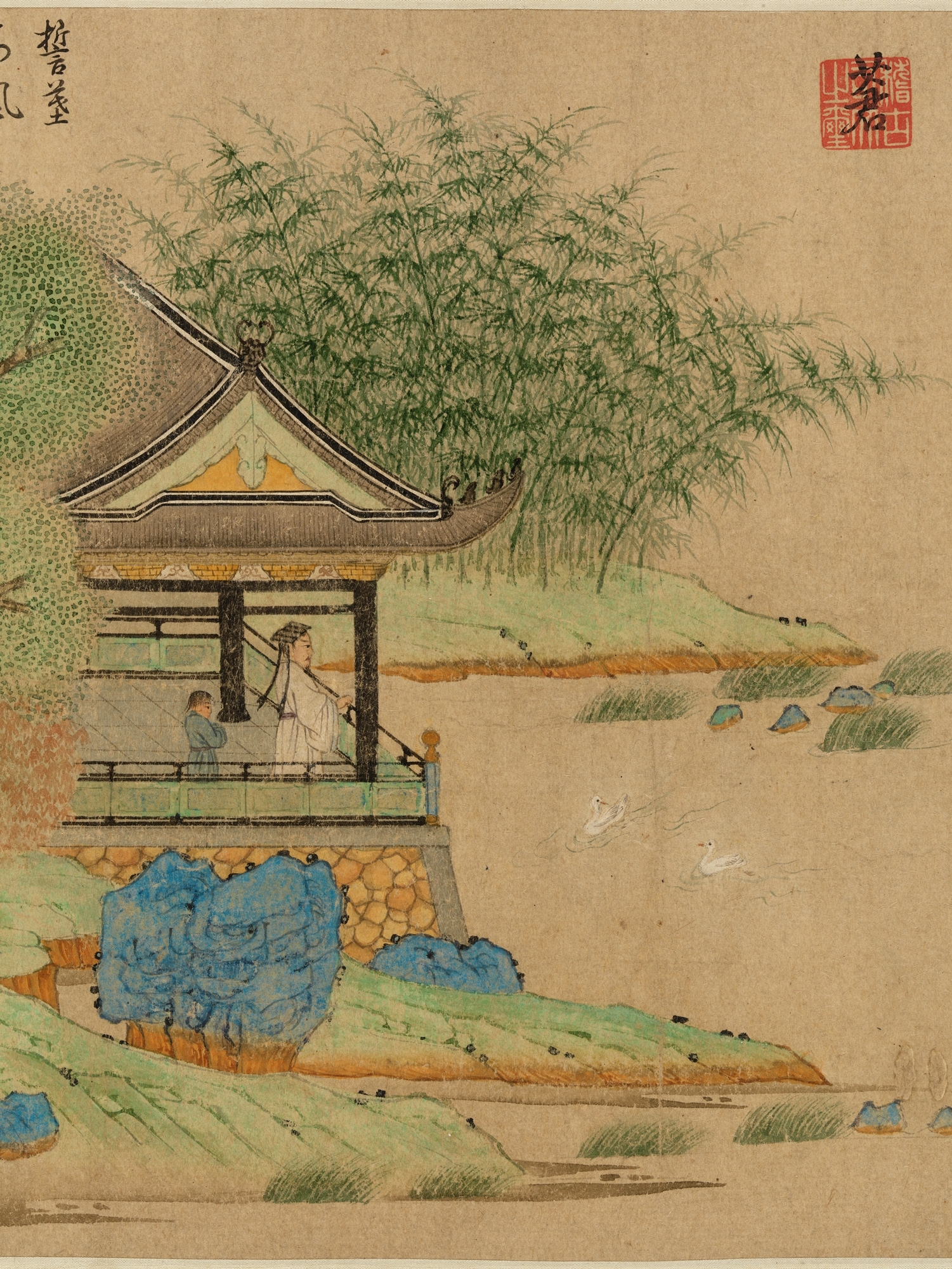

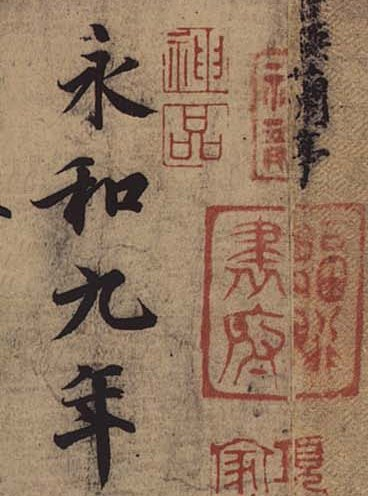
Kalligrafie von Wang Xizhi. Anfang des Orchideenpavillons

Wang Xizhi (chinesisch 王羲之; * 307 in der heutigen Provinz Shandong; † 365), geboren in der Schlussphase der Westlichen Jin-Dynastie, ist einer der bedeutendsten chinesischen Kalligrafen. Sein berühmtestes Werk ist das Vorwort zu der Gedichtsammlung vom Orchideenpavillon.
Die beiden überragenden Meister der chinesischen Kalligrafie, Wang Xizhi und sein Sohn Wang Xianzhi (344–386), die nicht nur schrifttheoretisch, sondern auch in der Weiterentwicklung der chinesischen Schrift richtungweisend die Fundamente legten, lebten bereits im 4. Jahrhundert.
Wang Xizhi äußert sich in folgenden Worten über seine Kunst, unter Bezugnahme auf die „acht Prinzipien des Schriftzeichens 永“ (永字八法,  Yǒngzì Bāfǎ):

„Jeder waagerechte Strich ist ein Wolkenhaufen in Schlachtordnung; jedes Häkchen ist ein Bogen von großer Spannkraft; jeder Punkt ist ein Felsen, der vom Gipfel stürzt; jede Ausbiegung ist ein trockenes Weingerank von hohem Alter; jeder rasche, frei hingesetzte Strich ist ein Wettläufer am Start.“

## Biografie
Wang Xizhi hatte sieben Söhne und eine Tochter. Bis auf einen Sohn, der früh starb, wurden alle Söhne Kalligrafen. Der berühmteste unter ihnen war der jüngste Sohn, Wang Xianzhi.
Wang Xizhi entstammte einer Adelsfamilie. Sein Großvater und sein Vater hatten hohe Stellungen am Hofe bekleidet. Die Familie war aber vor allem für ihre Kalligrafen bekannt. Von den etwa hundert namentlich bekannten Kalligrafen aus der Jin-Dynastie gehören zwanzig zur Wang-Familie. Wang Xizhi selbst lernte zuerst von seinem Vater, später von der berühmten Kalligrafin Wei Shuo.
Anfänglich hatte Wang Xizhi auch ein Amt inne. Er wurde jedoch von seinem Vorgesetzten gekränkt, wurde krank und kündigte seine Stelle. Am Grab seiner Eltern schwor er, nie mehr als Beamter zu arbeiten. Während seines Lebens schrieb Wang Xizhi tausende von Kalligrafien, von denen aber kein einziges Original erhalten geblieben ist. Die Kopien stammen alle von nach seinen Vorlagen eingravierten Texten, von denen es etwa ein Dutzend gibt.